# Delia robustiseta
Delia robustiseta este o specie de muște din genul Delia, familia Anthomyiidae, descrisă de Judin în anul 1974. Conform Catalogue of Life specia Delia robustiseta nu are subspecii cunoscute.